# West Kettle River
Der West Kettle River ist ein etwa 115 km langer rechter Nebenfluss des Kettle River in British Columbia in Kanada.

## Flusslauf
Der West Kettle River verläuft im Okanagan Highland. Er bildet den Abfluss des 1974 m hoch gelegenen Bergsees St. Margaret Lake. Sein Quellgebiet befindet sich im Graystokes Provincial Park. Der West Kettle River fließt anfangs in Richtung Südsüdwest. Bei Flusskilometer 78 wendet er sich nach Süden. Ab dieser Stelle folgt ihm der British Columbia Highway 33 (Kelowna Rock Creek Highway). Bei Flusskilometer 43 passiert der West Kettle River die Siedlung Beaverdell und mündet schließlich 12 km nördlich der Siedlung Rock Creek in den Kettle River.

## Hydrologie
Am Pegel 08NN003 (⊙) 400 m oberhalb der Mündung beträgt der mittlere Abfluss (MQ) 13,3 m³/s. Der höchste mittlere monatliche Abfluss mit 61,3 m³/s tritt im Mai auf, der geringste mit 1,9 m³/s im Januar.